# Arménská Atara
Arménská Atara nebo Atara Ermankyt (abchazsky Аҭара-Ерманқыҭ nebo Аҭара Аерманцәа, gruzínsky სომხური ათარა – Somchuri Atara) je vesnice v Abcházii v okrese Očamčyra. Leží přibližně 30 km severozápadně od okresního města Očamčyra. Obec sousedí na západě s Kacikytem z okresu Gulrypš, od kterého ho odděluje řeka Kodori, na severu přes Kodorský hřbět s Cabalem, na východě se Džgjardou, na jihovýchodě s Kutolem a na jihu s Atarou. Na severovýchodě od vsi se nachází těžko prostupný horský terén Kodorského hřbetu.
Oficiálním názvem obce je Vesnický okrsek Arménská Atara (rusky Атара-Армянская сельская администрация, abchazsky Аҭара-Ерманқыҭ ақыҭа ахадара). Za časů Sovětského svazu se okrsek jmenoval Arménsko-atarský selsovět (Атара-Армянский сельсовет).

## Části obce
Součástí Arménské Atary jsou následující části:
- Arménská Atara / Atara Ermankyt (Аҭара-Ерманқыҭ / Аҭара аерманцәа)
- Alapankvara (Алаԥанкәара)
- Depegindza (Деԥегинӡа)
- Naa (Наа)

## Historie
Arménská Atara vznikla někdy po roce 1915, když se na území obce Atara přistěhovaly z turecké oblasti v okolí města Hemşin arménské rodiny, které prchaly před genocidou. Ti založili v Ataře novou, stejnojmennou osadu, která byla později odlišena názvem Arménská Atara. V letech 1948 až 1955 nesla tato obec gruzínský název Meore Atara (Druhá Atara). V téže době se do Arménské Atary resp. do Druhé Atary přistěhovali svanští rolníci z okresu Mestia, kteří se usídlili v části Naa, jež se nachází v kopcích na sever od obce. Během sovětské éry obec značně vyrostla. Byly zde postaveny tři základní školy a jedna střední, knihovna, kino, kulturní středisko a zdravotní středisko.
Během války v Abcházii v letech 1992 a 1993 do Arménské Atary několikrát vtrhla gruzínská armáda, kterou svanští obyvatelé části Naa srdečně vítali, neboť se obec stávala terčem útoků abchazských partyzánů v dobách, kdy zde gruzínská vojska nebyla přítomná. Ti sem pronikali od vesnice Džgjarda a podpalovali zdejší domy. S koncem této války opustilo Arménskou Ataru veškeré svanské obyvatelstvo a počet obyvatel se snížil oproti sovětským časům téměř na jednu dvacetinu. Z obce zůstal obydlený jen střed Arménské Atary, zatímco Alapankvaru, Depegindzu i Naa pohltil les.

## Obyvatelstvo
Dle nejnovějšího sčítání lidu z roku 2011 je počet obyvatel této obce 110 a jejich složení následovné:
- 62 Arménů (56,4 %)
- 31 Abchazů (28,2 %)
- 13 Rusů (11,8 %)
- 4 ostatních národností (3,6 %)

Před válkou v Abcházii žilo v obci bez přičleněných vesniček 773 obyvatel. V celém Arménsko-atarském selsovětu žilo 2021 obyvatel.